# Ачу-Єлга
Ачу́-Єлга́ (рос. Ачу-Елга, башк. Асыуйылға) — присілок у складі Татишлинського району Башкортостану, Росія. Входить до складу Курдимської сільської ради.
Населення — 69 осіб (2010; 91 у 2002).
Національний склад:
- башкири — 97 %